# Coucy-le-Château-Auffrique (tổng)
Tổng Coucy-le-Château-Auffrique là một tổng ở tỉnh Aisne trong vùng Hauts-de-France.

## Địa lý
Tổng này được tổ chức xung quanh Coucy-le-Château-Auffrique thuộc quận Laon. Độ cao thay đổi từ 38 m (Manicamp) đến 212 m (Septvaux) với độ cao trung bình 87 m.

## Hành chính
| Giai đoạn | Ủy viên            | Đảng | Tư cách |
| --------- | ------------------ | ---- | ------- |
| 2008-2014 | Jean-Claude Dumont | PCF  |         |
| 2001-2008 | Jean-Claude Dumont | PCF  |         |

## Các đơn vị cấp dưới
Tổng Coucy-le-Château-Auffrique gồm 29 xã với dân số là 11 146 người (điều tra năm 1999, dân số không tính trùng)
| Xã                         | Dân số | Mã bưu chính | Mã insee |
| -------------------------- | ------ | ------------ | -------- |
| Audignicourt               | 98     | 2300         | 02034    |
| Barisis                    | 669    | 2700         | 02049    |
| Besmé                      | 133    | 2300         | 02078    |
| Bichancourt                | 941    | 2300         | 02086    |
| Blérancourt                | 1 193  | 2300         | 02093    |
| Bourguignon-sous-Coucy     | 83     | 2300         | 02107    |
| Camelin                    | 424    | 2300         | 02140    |
| Champs                     | 275    | 2670         | 02159    |
| Coucy-le-Château-Auffrique | 995    | 2380         | 02217    |
| Coucy-la-Ville             | 176    | 2380         | 02219    |
| Crécy-au-Mont              | 290    | 2380         | 02236    |
| Folembray                  | 1 490  | 2670         | 02318    |
| Fresnes                    | 151    | 2380         | 02333    |
| Guny                       | 447    | 2300         | 02363    |
| Jumencourt                 | 119    | 2380         | 02395    |
| Landricourt                | 128    | 2380         | 02406    |
| Leuilly-sous-Coucy         | 418    | 2380         | 02423    |
| Manicamp                   | 344    | 2300         | 02456    |
| Pierremande                | 260    | 2300         | 02599    |
| Pont-Saint-Mard            | 179    | 2380         | 02616    |
| Quierzy                    | 335    | 2300         | 02631    |
| Quincy-Basse               | 68     | 2380         | 02632    |
| Saint-Aubin                | 273    | 2300         | 02671    |
| Saint-Paul-aux-Bois        | 364    | 2300         | 02686    |
| Selens                     | 209    | 2300         | 02704    |
| Septvaux                   | 202    | 2410         | 02707    |
| Trosly-Loire               | 621    | 2300         | 02750    |
| Vassens                    | 126    | 2290         | 02762    |
| Verneuil-sous-Coucy        | 135    | 2380         | 02786    |

## Biến động dân số
| 1962                                                     | 1968   | 1975   | 1982   | 1990   | 1999   |
| -------------------------------------------------------- | ------ | ------ | ------ | ------ | ------ |
| 10 426                                                   | 11 116 | 10 891 | 11 064 | 11 247 | 11 146 |
| Nombre retenu à partir de 1962 : dân số không tính trùng |        |        |        |        |        |